# Grand Lake Towne (Oklahoma)
Grand Lake Towne es un pueblo ubicado en el condado de Mayes en el estado estadounidense de Oklahoma. En el año 2020 tenía una población de 80 habitantes y una densidad poblacional de 200 personas por km².

## Geografía
Grand Lake Towne se encuentra ubicado en las coordenadas 36°30′19″N 95°01′31″O / 36.505301, -95.025316.

## Demografía
Según la Oficina del Censo en 2000 los ingresos medios por hogar en la localidad eran de $39,792 y los ingresos medios por familia eran $39,792. Los hombres tenían unos ingresos medios de $35,000 frente a los $31,250 para las mujeres. La renta per cápita para la localidad era de $30,824. Alrededor del 0% de la población estaban por debajo del umbral de pobreza.